# Provincia Kalasin
Kalasin (în thailandeză กาฬสินธุ์) este o provincie (changwat) din Thailanda. Situată în regiunea de Nord-Est, provincia Kalasin are în componența sa 18 districte (amphoe), 134 de sub-districte (tambon) și 1509 de sate (muban). 
Cu o populație de 978.999 de locuitori și o suprafață totală de 6.946,7 km2, Kalasin este a 22-a provincie din Thailanda ca mărime după numărul populației și a 29-a după mărimea suprafeței.